# تمرد الدروز 1838
كان تمرد الدروز عام 1838 انتفاضة درزية في سوريا ضد سلطة إبراهيم محمد علي باشا وبشكل فعال ضد إيالة مصر التي حكمها محمد علي باشا. قادت التمرد عشائر الدروز في جبل لبنان بهدف طرد القوات المصرية في ظل حكم إبراهيم باشا باعتبارهم كفار. قُمع التمرد من قبل إبراهيم محمد علي باشا بعد هزيمة كبرى للدروز في وادي التيم واستعادة الحكم المصري فعليًا في الجليل وجبل لبنان من خلال اتفاقية سلام موقعة بين المصريين وزعماء الدروز في 23 يوليو 1838. كانت مدينة صفد إحدى مواقع العنف الرئيسية حيث تعرضت الجالية اليهودية لهجوم المتمردين الدروز في أوائل يوليو 1838.

## الخلفية
تصاعدت التوترات بين الدروز والمصريين منذ تمرد الفلاحين الشوام عام 1834. استاءت الطبقات الحاكمة في المنطقة من السلطة المصرية وقاوم الدروز على وجه الخصوص حكم إبراهيم محمد علي باشا الذي اعتبر شخصيًا الدروز زنادقة وقمعهم. تسبب قرار التجنيد للجيش المصري في إشعال التمرد نفسه.

## التمرد
جاءت التقارير الأولى لانتفاضة الدروز في يناير 1838. هاجم حوالي 400 جندي، بقيادة علي أغا البصيلي، حاكم حوران، الدروز في قرية  الثعلة ، حيث هُزموا للمرة الأولى وقُتل علي وعدد كبير من قواته. ذبح الفلاحون الدروز القوات المصرية، التي أُرسلت من دمشق، أثناء الليل. وفي وقت لاحق، أُرسلت قوة ثانية من 6000 جندي، مما جعل الدروز يعيدون تنظيم أنفسهم لقتال أكثر خطورة. أجبر الجيش المصري، بقيادة محمد باشا، الدروز على الانسحاب، لكنهم بعد أن أنهكهم عبور التضاريس الجبلية وقع صدهم من قبل المقاتلين الدروز بالقرب من صميد. هُزمت قوة مصرية جديدة، بقيادة وزير الحرب المصري، مينيكلي باشا، وشريف باشا، مرة أخرى من قِبل 2000 من متمرد درزي.
دفعت الهزائم المتتالية إبراهيم محمد علي باشا إلى الوصول من حلب بنفسه. قام إبراهيم بتجنيد الألبان المخلصين واستدعى تعزيزات من حماة وعكا وحلب حيث أنشأ جيشًا تكون من 15,000 وفقًا للمسؤولين البريطانيين. حاصرت القوة حقل اللجات شمال حوران، بينما بدأ شريف باشا مفاوضاته مع المتمردين. رفض الدروز إلقاء أسلحتهم، لكنهم كانوا قلقين من حجم الجيوش الكبيرة. وبسبب هذا حاولوا تجنيد قوات إضافية لدعم التمرد من جميع أنحاء سوريا ولبنان. كانت المحاولة فاشلة إلى حد كبير وفشلت بشكل فعال.
في أوائل أبريل، حاول شبلي العريان تأمين المزيد من المقاتلين من القرى الداعمة ونجح في جمع حوالي 8000 مقاتل. سرعان ما بدأ الدروز في جبل لبنان يتدفقون للانضمام إلى صفوف المتمردين، ومنذ أبريل بدا أن التمرد ضم المجتمع الدرزي بأكمله. قطع الدروز الطرق الرئيسية، مما عطل امدادات الجيش المصري. وفي هذه المرحلة، أمر إبراهيم محمد علي باشا حليفه الأمير بشير شهاب الثاني بإرسال 1000 رجل إلى وادي التيم، حيث اندلعت الاشتباكات في 7 أبريل. قاد أحمد بك الجيش المصري الذي تألف من فوج مشاة و300 بدوي و500 جندي غير نظامي والذي تغلب على الدروز بعد مقتل 33 وإصابة العشرات وأسر أربعة. خسائر المصريين كانت 13 قتيلًا و65 جريحًا.
وفي أعقاب هزيمة أحمد بك، احتل شبلي رشايا وقتل حاكمها، في حين استمر انضمام المتطوعين الدروز لقواته. طلب إبراهيم باشا من بشير الثاني الشهابي 4000 رجل آخرين حيث وصلوا تحت قيادة ابن بشير. كما انضم إلى المقاتلين الدروز شيخين من جبل لبنان هما حسن جنبلاط وناصر الدين العماد إلى وادي بكة حيث تعرضوا لهزيمة ساحقة في 4 يوليو حين فقدوا نحو 640 رجلًا بمن فيهم العماد.
في أوائل شهر يوليو، تصاعدت التوترات عندما استولى الدروز على حامية مصرية خارج صفد. لقد تفوق عدد الدروز على ميليشيا صفد المحلية التي تتألف من عدة مئات. كانت المدينة في حالة من اليأس حيث تخلت الميليشيا عن المدينة ودخل المتمردون الدروز المدينة في 5 يوليو. استمرت عمليات النهب الناتجة عن ذلك من قبل المتمردين الدروز، والتي استهدفت الجالية الاليهودية، لمدة ثلاثة أيام. لجأ الكثير من السكان المحليين حينها إلى عكا.
بعد ذلك، انتقل شبلي إلى جنوب وادي التيم، حيث هاجمه المقاتلون المسيحيون التابعون للأمير بشير، بقيادة ابنه الأمير خليل. لم ينجح الهجوم، ونجح الدروز في تحمل الضغوط حتى 17 يوليو عندما سحقتهم التعزيزات المصرية في شبعا ثم فر شبلي و1500 من رجاله إلى جبل الشيخ، بينما استسلم معظم المتمردين في حوران ومنحوا العفو.

## الاتفاقية
كانت النقطة الحاسمة لإنهاء التمرد هي حرب المياه، التي اشتبكت فيها القوات المصرية مع السكان الدروز حيث هزمت قوة التمرد الرئيسية في وادي التيم. لقد أُقنع الزعماء الدروز بالتفاوض على السلام مع إبراهيم محمد علي باشا. توسط الشيخ حسن البيطار من رشايا والمسيحي جريس أبو الدبس في الاتفاقية، حيث وافق إبراهيم باشا على منح العفو للمتمردين ووضع الدروز في السخرة بدلًا من الإعفاء من التجنيد، مقابل أن يُسلم الدروز الأسلحة والمحتجزين من المصريين. تم توقيع الاتفاقية في 23 يوليو 1838. في البداية، سلم الدروز أسلحتهم عن طيب خاطر، ولكن سرعان ما أصبح واضحًا أنها ليست نفس الأسلحة التي استخدمت في القتال، مما دفع إبراهيم باشا لإرسال ضباطه لطلب الاستسلام الفوري لكامل ترسانة الدروز. استمرت العملية ببطء حتى أغسطس.

## ما بعد الاتفاقية
لا تزال مجموعات صغيرة من المتمردين ترفض وضع أسلحتها، بما في ذلك شبلي في جبل الشيخ والشيخ حسين أبو عساف في اللجاة. في النهاية هرب شبلي إلى بعلبك لكنه أجبر على الاختباء ثم استسلم أخيرًا للمصريين. وعندما التقى شبلي بإبراهيم باشا، اقترح خدماته باعتبارها غير نظامية، حيث قُبل في الخدمة المصرية. أُرسل شبلي لاحقًا خارج البلاد حيث عُين في سينار. على ما يبدو، كان شبلي لا يزال في خدمة إبراهيم بحلول أواخر العام 1840 حين خرج المصريون من سوريا ولبنان. في وقت لاحق انضم إلى آخر 100 متمرد درزي في اللجات 400 متمرد درزي آخر بحلول عام 1839 وورد أنهم دمروا قرية بالقرب من حاصبيا. تقلصت هيمنة إبراهيم باشا على سوريا العثمانية مع اتفاقية العام 1840 التي وُقعت خلال الحرب المصرية العثمانية الثانية (1839-1841).